# Calyptronema klatti
Calyptronema klatti is een rondwormensoort uit de familie van de Enchelidiidae. De wetenschappelijke naam van de soort is voor het eerst geldig gepubliceerd in 1953 door Allgén.